# Tim Rattay
Timothy F. Rattay (Elyria, 15 marzo 1977) è un ex giocatore di football americano statunitense che ha giocato nel ruolo di quarterback nella National Football League (NFL). Fu scelto nel corso del settimo giro (212º assoluto) del Draft NFL 2000 dai San Francisco 49ers. Al college giocò a football prima allo Scottsdale Community College e poi alla Louisiana State University.

## Carriera professionistica

### San Francisco 49ers
Rattay fu scelto nel settimo giro del Draft 2000 dai San Francisco 49ers e superò il compagno rookie Giovanni Carmazzi, che era stato scelto nel terzo giro, 147 posizioni di prima di lui, per il ruolo di riserva del titolare Jeff Garcia. Quando Garcia fu svincolato dalla squadra per il suo elevato stipendio, a Rattay fu assegnato il ruolo di titolare. Vinse due gare su tre nel 2003, lanciando 7 touchdown e solo 2 intercetti prima di infortunarsi. Nel periodo 2004-2005 disputò tredici gare come titolare per i Niners ma ne vinse solo due. Nella vittoria per 31-28 contro gli Arizona Cardinals il 10 ottobre 2004, Rattay superò il record di franchigia dei 49ers completando 38 passaggi in una partita, superando il vecchio primato di Joe Montana di 37.

### Tampa Bay Buccaneers
Il 18 ottobre 2005 Rattay fu scambiato coi Tampa Bay Buccaneers per una scelta del sesto giro del Draft NFL 2006. Questo scambio attirò diverse critiche, incluse quelle dell'ex quarterback Terry Bradshaw.
Nel finale della stagione 2006 Rattay subentrò come titolare dei Bucs a causa delle cattive prestazioni di Bruce Gradkowski. Nella settimana 15 contro i Chicago Bears, entrò in campo con Tampa Bay in svantaggio per 14-3. Grazie a un'ottima prestazione la sua squadra riuscì a pareggiare sul 31-31, venendo poi sconfitta ai tempi supplementari per 34-31. Questa prova portò l'allenatore Jon Gruden a nominare Rattay il terzo quarterback titolare della stagione 2006 dei Buccaneers.

### Arizona Cardinals
Dopo aver passato la pre-stagione 2007 tra le file dei Tennessee Titans, Rattay il 9 ottobre firmò un contratto annuale con gli Arizona Cardinals per fungere da riserva di Kurt Warner, dopo l'infortunio che aveva posto fine alla stagione di Matt Leinart. Rattay sostituì Warner nelle situazioni di vicinanza alla goal line, dove completò 3 passaggi su 3 tutti in touchdown. Rattay declinò l'offerta di firmare per un'altra stagione, preferendo esplorare il mercato dei free agent ma dopo gli interessamenti di New England Patriots e Detroit Lions non firmò per alcuna squadra.

### Las Vegas Locomotives
Nel luglio 2009, Rattay firmò coi Las Vegas Locomotives della United Football League dove fu per due stagioni la riserva di J.P. Losman. Il 12 luglio 2010 annunciò il suo ritiro dal football professionistico.

## Palmarès
- Campione UFL: 2

Las Vegas Locomotives: 2009, 2010

## Statistiche
NFL
| Yard passate      | 4.853 |
| Touchdown         | 31    |
| Intercetti subiti | 23    |
| Passer rating     | 81,9  |